# Tommaso Francesco, Prinț de Carignano
Tommaso Francesco de Savoia, Prinț de Carignano (în italiană Tommaso Francesco di Savoia, Principe di Carignano, în franceză Thomas François de Savoie, Prince de Carignan; 21 decembrie 1596 – 22 ianuarie 1656) a fost comandant militar italian, fondatorul Casei de Savoia-Carignano, o ramură a Casei de Savoia, care a domnit ca regi ai Sardiniei din 1831 până în 1861 și ca regi ai Italiei din 1861 până la detronarea dinastiei în 1946.